# Beinn Ghlas
Beinn Ghlas är ett berg i Storbritannien.   Det ligger i kommunen Perth and Kinross och riksdelen Skottland, i den norra delen av landet, 600 km nordväst om huvudstaden London. Toppen på Beinn Ghlas är 1 103 meter över havet, eller 113 meter över den omgivande terrängen. Bredden vid basen är 1,1 km.
Terrängen runt Beinn Ghlas är huvudsakligen kuperad.Runt Beinn Ghlas är det mycket glesbefolkat, med 7 invånare per kvadratkilometer. Närmaste större samhälle är Killin, 9,0 km sydväst om Beinn Ghlas. I omgivningarna runt Beinn Ghlas växer i huvudsak blandskog.